# 2017 UP44
2017 UP44 ist ein Asteroid, der zu den Erdnahen Asteroiden (Apollo-Typ) zählt und am 30. Oktober 2017 im Rahmen des Catalina Sky Surveys (IAU-Code 703) entdeckt wurde.